# Giro de Lombardia de 2015
A 109.ª edição do Giro de Lombardia foi uma carreira ciclista que se disputou a 4 de outubro de 2015 com um percurso 245 quilómetros entre Bérgamo e Como. Foi a última carreira do UCI World Tour de 2015.
A clássica de outono partiu desde a cidade de Bérgamo passando pelas planícies da província de Lombardia como Val Camonica, Monza e Brianza antes de chegar a Casazza, e o início da primeira subida Colle Galo (763 m), logo uma descida rápida conduziu de volta a Bérgamo onde a estrada atravessou por estradas planas através da região de Brianza para apanhar novamente para o Colle Brianza (533 m) e descer para a população de Pescate, logo a estrada dirigiu-se a Valmadrera e Oggiono em direcção a Bellagio, onde começou a nova ascensão para Madonna del Ghisallo (754 m) sobre o quilómetro 64 na província de Como, na região de Lombardia.
Após um primeiro passo pela cidade de Como, iniciou-se uma volta com uma série de subidas onde os corredores enfrentaram o Muro di Sormano (1124 m) como a secção mais dura de toda a carreira com um gradiente do 15 %, após a segunda zona de alimentação, a estrada dirigiu-se para a dura subida Civiglio (614 m), depois de uma rápida descida através de Como para o fundo do vale, o caminho foi subir para a ascensão final de San Fermo della Battaglia (397 m) sobre a cidade de Como com uma pendente de quase o 7 %, numa estrada estreita e cheia de armadilhas, a só 5 km da meta.
Uma rápida descida levou aos ciclistas por toda a zona urbana de Como para se enfrentar aos últimos quilómetros entre túneis e rotundas que lhes levaram até à meta.
A vitória foi para o corredor italiano Vincenzo Nibali (Astana) quem superou a Daniel Moreno (Katusha) e Thibaut Pinot (FDJ).

## Equipas participantes
Tomaram parte na carreira 25 equipas: os 17 de categoria UCI Pro Team (ao ser obrigada sua participação); mais 8 de categoria Profissional Continental mediante convite da organização (a Androni Giocattoli, Bardiani CSF, Bora-Argon 18, CCC Sprandi Polkowice, Colombia, Nippo-Vini Fantini, Southeast e o UnitedHealthcare). As equipas foram integradas por 8 corredores, formando assim um pelotão de 200 ciclistas.
| Equipes WorldTeam (17)- AG2R La Mondiale - Astana - BMC Racing Team - Etixx-Quick Step - FDJ - IAM Cycling - Lampre-Merida - Lotto-Soudal - Movistar Team - Orica-GreenEDGE - Cannondale-Garmin - Giant-Alpecin - Katusha - Lotto NL-Jumbo - Sky - Tinkoff-Saxo - Trek Factory Racing Equipes profissionais Continentais (8)- Androni Giocattoli-Sidermec - Bardiani CSF - Bora-Argon 18 - CCC Sprandi Polkowice - Colombia - Nippo-Vini Fantini - Southeast - UnitedHealthcare |
| |

## Classificação final
As classificações finalizaram da seguinte forma:
| \| Classificação geral \| Classificação geral \| Classificação geral \| Classificação geral \| Classificação geral \| \| Ciclista \| Ciclista \| Equipe \| Tempo \| \| \| ------------------- \| ------------------- \| ------------------- \| ------------------- \| ------------------- \| \| 1. \| Vincenzo Nibali \| Astana \| 6h16m28s \| \| \| 2. \| Daniel Moreno \| Katusha \| + 21s \| \| \| 3. \| Thibaut Pinot \| FDJ \| + 32s \| \| \| 4. \| Alejandro Valverde \| Movistar Team \| + 46s \| \| \| 5. \| Diego Rosa \| Astana \| + 46s \| \| \| 6. \| Mikel Nieve \| Team Sky \| + 46s \| \| \| 7. \| Tony Gallopin \| Lotto-Soudal \| + 56s \| \| \| 8. \| Esteban Chaves \| Orica-GreenEDGE \| + 56s \| \| \| 9. \| Sergio Henao \| Team Sky \| + 56s \| \| \| 10. \| Gianluca Brambilla \| Etixx-Quick Step \| + 1m10s \| \| \| 11. \| Robert Gesink \| LottoNL-Jumbo \| + 3m06s \| \| \| 12. \| Wout Poels \| Team Sky \| + 4m10s \| \| \| 13. \| Tom Slagter \| Cannondale-Garmin \| + 4m23s \| \| \| 14. \| Cesare Benedetti \| Bora-Argon 18 \| + 4m23s \| \| \| 15. \| Alexis Vuillermoz \| AG2R La Mondiale \| + 4m23s \| \| \| 16. \| Carlos Verona \| Etixx-Quick Step \| + 4m23s \| \| \| 17. \| Romain Bardet \| AG2R La Mondiale \| + 4m25s \| \| \| 18. \| Simon Yates \| Orica-GreenEDGE \| + 4m25s \| \| \| 19. \| Domenico Pozzovivo \| AG2R La Mondiale \| + 4m58s \| \| \| 20. \| Warren Barguil \| Giant-Alpecin \| + 4m58s \| \| |                    |                   |          |
| |                    |                   |          |
| Fonte: ProCyclingStats |                    |                   |          |
| Classificação geral |                    |                   |          |
| Ciclista | Ciclista           | Equipe            | Tempo    |
| 1. | Vincenzo Nibali    | Astana            | 6h16m28s |
| 2. | Daniel Moreno      | Katusha           | + 21s    |
| 3. | Thibaut Pinot      | FDJ               | + 32s    |
| 4. | Alejandro Valverde | Movistar Team     | + 46s    |
| 5. | Diego Rosa         | Astana            | + 46s    |
| 6. | Mikel Nieve        | Team Sky          | + 46s    |
| 7. | Tony Gallopin      | Lotto-Soudal      | + 56s    |
| 8. | Esteban Chaves     | Orica-GreenEDGE   | + 56s    |
| 9. | Sergio Henao       | Team Sky          | + 56s    |
| 10. | Gianluca Brambilla | Etixx-Quick Step  | + 1m10s  |
| 11. | Robert Gesink      | LottoNL-Jumbo     | + 3m06s  |
| 12. | Wout Poels         | Team Sky          | + 4m10s  |
| 13. | Tom Slagter        | Cannondale-Garmin | + 4m23s  |
| 14. | Cesare Benedetti   | Bora-Argon 18     | + 4m23s  |
| 15. | Alexis Vuillermoz  | AG2R La Mondiale  | + 4m23s  |
| 16. | Carlos Verona      | Etixx-Quick Step  | + 4m23s  |
| 17. | Romain Bardet      | AG2R La Mondiale  | + 4m25s  |
| 18. | Simon Yates        | Orica-GreenEDGE   | + 4m25s  |
| 19. | Domenico Pozzovivo | AG2R La Mondiale  | + 4m58s  |
| 20. | Warren Barguil     | Giant-Alpecin     | + 4m58s  |